# Cavendishia urophylla
Cavendishia urophylla là một loài thực vật có hoa trong họ Thạch nam. Loài này được A.C.Sm. mô tả khoa học đầu tiên năm 1946.